# Un soir, au front
Pour plus de détails, voir Fiche technique et Distribution.
Un soir, au front est un film français réalisé par Alexandre Ryder, sorti en 1931.

## Fiche technique
- Titre : Un soir, au front
- Réalisation : Alexandre Ryder
- Scénario : Henry Kistemaeckers fils, d'après sa pièce[1]
- Dialogues : Henry Kistemaeckers fils
- Photographie : Maurice Forster
- Décors : Jaquelux
- Musique : Édouard Flament
- Pays d'origine :  France
- Production : Société des films Osso
- Durée : 84 minutes
- Date de sortie : France, 20 mars 1931

## Distribution
- Jeanne Boitel : Marie-Anne Heller
- Pierre Richard-Willm : le lieutenant Siredon
- Jean Debucourt : le capitaine Heller
- Léon Belières : Couturon
- Pierre Juvenet : Lagarde
- Pierre Darteuil : Pigeon
- Lucien Callamand : Dodu
- Louis Florencie : Gradin
- Philippe Rolla : le colonel